# 노모촌
노모촌(野母村)은 나가사키현 남부의 니시소노기군에 있던 촌이다. 

## 지리
노모 반도(나가사키 반도)의 남서쪽 끝에 위치한다. 

## 역사
- 1889년 4월 1일 - 정촌제 시행에 의해 니시소노기군 노모촌이 단독으로 촌제를 시행해 성립하였다.
- 1955년 4월 1일 - 와키미사키촌, 가바시마촌, 다카하마촌의 일부와 합병, 정으로 승격해 노모자키정이 성립해 소멸하였다.

## 참고문헌
- 角川日本地名大辞典 42 長崎県
- 西彼杵郡現勢一班「野母村現勢概要」（1926年）国立国会図書館デジタルコレクション